# Хорнет Санс, Марк
Марк Хорнет Санс (исп. Marc Jornet Sanz; род. 1994, Альсира, Испания), испанский быстросчётчик.

## Биография
Студент института Ла-Пурисиме в Альсире. Его учитель математики Рафаэль Вила характеризует Марка как молодого
«скромного, общительного и очень дружелюбного» и говорит, что в своей 32-летней карьере учителя он никогда не встречал «такого ярко умного, как Марк».
Кроме занятий математикой, Марк занимается физическими упражнениями и лёгкой атлетикой в клубе города Гвадасуар, из которого родом его родители.

## Участие в мировых чемпионатах по вычислениям в уме
В мировом чемпионате по вычислениям в уме в 2010 году в Магдебурге он выиграл испытание умножение (десять заданий по умножению двух восьмизначных чисел) со временем 4 минуты 56 секунд (мировой рекорд). Он также установил новый мировой рекорд при выполнении десяти заданий по умножению двух пятизначных чисел со временем 1 минута 42 секунды, побив предыдущий рекорд (3 минуты 6 секунд) Яна ван Конингсвельда (Германия), установленный в 2005 году в Эмдене. В общем зачёте чемпионата 2010 года занял второе место, уступив Приянчи Сомани (Индия).
В мировом чемпионате по вычислениям в уме 2014 года в категории умножения двух 8-значных чисел Хорнет Санс выполнил задание за 295 секунд, установив мировой рекорд. В категории календарных расчётов Хорнет Санс одержал победу, вычислив за одну минуту 64 календарные задачи, установив мировой рекорд. В общем зачёте (сочетание всех 10 категорий) Хорнет Санс занял второе место, уступив Гранту Чаккару (Индия).
В мировом чемпионате по вычислениям в уме 2018 года в категории календарных расчётов Хорнет Санс одержал победу, решив за 1 минуту 71 календарную задачу, установив мировой рекорд.